# Kvantová chemie

Model atomu Helia

Kvantová chemie je obor teoretické chemie, který využívá kvantovou mechaniku a teorii kvantového pole k řešení chemických problémů. Studuje stavy jednotlivých atomů a molekul - jejich stabilní, excitované a přechodné stavy, ke kterým dochází během chemických reakcí. Kvantová chemie leží na rozhraní mezi chemií a fyzikou a dává návod na výpočet vlastností atomů a molekul s pomocí základních fyzikálních konstant. 
Jednou z nejdůležitějších oblastí kvantové chemie je popis chování elektronů v atomech a molekulách a jejich vliv na reaktivitu. Porozumění elektronové struktuře atomů a molekul umožnila v roce 1926 Schrödingerova rovnice, která se stala základem kvantové chemie.

Nadšení nad krásou chemie ukryté v jediném vzorci nebylo vždy sdíleno. V roce 1830 Auguste Comte napsal:
Každý pokus o zavedení matematických metod ke studiu chemických problémů musí být považován za hluboce iracionální a odporující duchu chemie. Jestliže by matematika měla hrát někdy významnou úlohu v chemii – úchylka naštěstí málo pravděpodobná – vedlo by to k rychlé degeneraci této vědy.

Ale již o sto let později, roku 1929, napsal zakladatel relativistické kvantové mechaniky Paul Dirac:
Fyzikální zákony, které jsou nezbytné pro matematickou teorii velké části fyziky a veškerou chemii, jsou zcela známy. Jediná potíž tkví v tom, že přesné použití těchto zákonů vede k příliš složitým rovnicím, než aby se daly řešit.

V současnosti je jednou z nejvýznamnějších metod kvantové chemie spektroskopie, která umožňuje získat informace na úrovni atomů a molekul. Nejpoužívanějšími jsou infračervená spektroskopie (IR) a spektroskopie nukleární magnetické rezonance (NMR).

## Historie kvantové chemie
Historie kvantové chemie začíná objevem katodových paprsků Michaela Faradayem v roce 1838, prohlášením Gustava Kirchhoffaz roku 1859 o problému s radiací černého tělesa, objevem diskrétních energetických stavů fyzikálních systému Ludwiga Boltzmanna z roku 1877 a kvantovou hypotézou Maxe Plancka z roku 1900. Tato kvantová hypotéza definuje energii, kterou vyzařuje atomový systém, jako řadu diskrétních jednotlivých energetických prvků ε určených frekvenci ν a číselnou hodnotu zvanou Planckova konstanta.

Bohrův model atomu

V roce 1905 Albert Einstein na základě Planckovy kvantové hypotézy uvedl, že samotné světlo se skládá z jednotlivých kvantových částic, které se od roku 1926 začaly nazývat fotony. V následujících letech se tento teoretický základ začal aplikovat na chemickou strukturu a reaktivitu atomů a molekul. Pravděpodobně největší přínos v této oblasti měl Linus Pauling.
Zrození kvantové chemie jako oboru je připisováno objevu Schrödingerovy rovnice a její aplikací na atom vodíku v roce 1926. Dalšími milníky v historii kvantové chemie jsou články Waltera Heitlera a Fritze Londonaz roku 1927. Jedná se o první aplikaci kvantové mechaniky na molekulu vodíku a jeho chemické vazby.
V následujících letech se kvantové chemii věnovalo mnoho významných vědců, patří mezi ně například Robert S. Mulliken, Max Born, J. Robert Oppenheimer, Linus Pauling, Erich Hückel, Douglas Hartree, Vladimir Fock.